# Glasé
El glasé es una tejido de seda.
El glasé es una tela tramada como la lama alternadamente de una pasada de seda y una pasada de metal. Esta última difiere de la de dicho tejido en que se compone de porción de hebras de seda cubiertas con la hojuela de oro o plata que da vueltas en espiral a su alrededor y la de seda, compuesta también de varios cabos es lo mismo que las urdimbres, del color del metal que se emplea. 
La urdimbre destinada a formar el cuerpo de la tela es a doble cuenta que la otra que liga el hilo de metal, siendo a más por lo regular la primera a hilo doble y la segunda a hilo sencillo. A diferencia que en las lamas, el hilo de metal no se coloca aquí sobre la pasada de la seda sino entre las dos contiguas de esta materia. Cuando el hilo de oro o plata tiene además otra hojuela del propio metal ligeramente torcida en torno del primero da lugar a la producción en la superficie del glasé de multitud de brillantes visos por cuya razón se le designa entonces con la denominación de glasé esterillado o glasé escarchado. 
Los glasés pueden ser lisos o labrados y también gauffrés o estampados de relieve y sirven para vestidos ricos y ornamentos de iglesia. 